# Norvège au Concours Eurovision de la chanson 1961
La Norvège a participé au Concours Eurovision de la chanson 1961, alors appelé le « Grand prix Eurovision de la chanson européenne 1961 », à Cannes, en France. C'est la 2e participation norvégienne au Concours Eurovision de la chanson.
Le pays est représenté par la chanteuse Nora Brockstedt et la chanson Sommer i Palma, sélectionnées par la Norsk rikskringkasting au moyen d'une finale nationale.

## Sélection

### Melodi Grand Prix 1961
Le radiodiffuseur norvégien, la Norsk rikskringkasting (NRK, « Société de radiodiffusion norvégienne »), organise l'édition 1961 du Melodi Grand Prix pour sélectionner l'artiste et la chanson représentant la Norvège au Concours Eurovision de la chanson 1961
Le Melodi Grand Prix 1961, présenté par Erik Diesen (en) et Odd Grythe (en), a lieu le 18 février 1961 aux studios de la NRK à Oslo. Lors de la finale, chaque chanson est interprétée deux fois, la première avec un grand orchestre et la seconde avec un petit orchestre.
Les chansons sont toutes interprétées en norvégien, langue officielle de la Norvège.
Lors de cette sélection, c'est Nora Brockstedt et la chanson Sommer i Palma qui furent choisies. C'est la seconde fois consécutive que Nora Brockstedt est choisie pour représenter la Norvège à l'Eurovision.

#### Finale
| Ordre | 1er interprète  | 2e interprète   | Chanson                | Traduction             | Points | Place |
| ----- | --------------- | --------------- | ---------------------- | ---------------------- | ------ | ----- |
| 1     | Nora Brockstedt | Svein Nilsen    | Snu deg om             | Tourne autour          | 64     | 2     |
| 2     | Sølvi Wang (no) | Grynet Molvig   | Far cha-cha            | Papa cha-cha           | 57     | 4     |
| 3     | Svein Nilsen    | Per Asplin (no) | S'il vous plaît        | -                      | 59     | 3     |
| 4     | Grynet Molvig   | Sølvi Wang      | Ingen blomster til meg | Pas de fleurs pour moi | 55     | 5     |
| 5     | Per Asplin      | Nora Brockstedt | Sommer i Palma         | L'été à Palma          | 70     | 1     |

## À l'Eurovision
Chaque pays avait un jury de dix personnes. Chaque membre du jury pouvait donner un point à sa chanson préférée.

### Points attribués par la Norvège
| 8 points | Danemark |
| 2 points | Espagne  |

### Points attribués à la Norvège
| 10 points  | 9 points | 8 points | 7 points   | 6 points                           |
| ---------- | -------- | -------- | ---------- | ---------------------------------- |
|            |          |          |            |                                    |
| 5 points   | 4 points | 3 points | 2 points   | 1 point                            |
| - Belgique |          |          | - Finlande | - Danemark - Espagne - Yougoslavie |

Nora Brockstedt interprète Sommer i Palma en 12e position, après la Belgique et avant le Danemark. Au terme du vote final, la Norvège termine 7e sur 16 pays, recevant 10 points.